# Miłko Kałajdżiew
Miłko Kałajdżiew, właśc. Michaił Panajotow Kałajdżiew (ur. 23 września 1951 w Swilengradzie) – bułgarski wokalista, wykonujący piosenki w konwencji czałgi. Jego utwory, które zdobyły największą popularność to Kyde si, bratko?, Hej, małkata, Ali Baba oraz GSM.

## Dyskografia
- Ima li Gospod? (1994)
- Proszka (1997)
- Spomen za obicz (1998)
- Naj-dobroto na Miłko Kałajdżiew (1999)
- GSM (2000)
- Sofijanka (2001)
- Tarikat i tarikatka (2002)
- Ewropeec - proizwedeno w Byłgarija (2002)
- Tancuwaj s men (2003)
- Desetijat (2004)
- Za da Te zabrawja (2009)